# Петерман, Вильгельм Людвиг
Ви́льгельм Лю́двиг Пе́терман (нем. Wilhelm Ludwig Petermann; 1806—1855) — немецкий ботаник.

## Биография
Вильгельм Людвиг Петерман родился в Лейпциге 3 ноября 1806 года. С 1826 года учился медицине в Лейпцигском университете, однако его область интересов всё больше склонялась к ботанике. С 1835 года он преподавал ботанику, будучи приват-доцентом в Лейпциге. В 1841 году стал профессором.
С 1838 по 1845 вышла книга Петермана Das Pflanzenreich в 50 частях, к которой прилагался объёмный красочно иллюстрированный атлас растений. В 1847 и 1857 она переиздавалась. В 1846—1849 в шести частях была выпущена монография флоры Германии Deutschlands Flora, подготовленная Петерманом. Вместе с ней также был издан иллюстрированный атлас.
Вильгельм Людвиг Петерман скончался 27 января 1855 года.
В 1870 году гербарий Петермана был передан лейпцигской Королевской школе и объединён с гербарием Отто Делитча. Впоследствии он оказался в Лейпцигском университете и был во время войн полностью уничтожен. Большая часть дубликатов, хранившихся в Берлинском ботаническом саду, также была уничтожена.

## Некоторые научные публикации
- Petermann, W.L. De flore gramineo. — Lipsia, 1835. — 80 p.
- Petermann, W.L. Handbuch der gewächskunde. — Leipzig, 1836. — 690 p.
- Petermann, W.L. Flora lipsiensis excursoria. — Lipsiae, 1838. — 707 p.
- Petermann, W.L. Das Pflanzenreich. — Leipzig, 1838—1845. — 1010 p., 282 pl.
- Petermann, W.L. In Codicem botanicum linnaeanum index alphabeticus. — Lipsiae, 1840. — 202 p.
- Petermann, W.L. Flora der Bienitz. — Leipzig, 1841. — 171 p.
- Petermann, W.L. Taschenbuch der Botanik. — Leipzig, 1842. — 484 p.
- Petermann, W.L. Analytischer Pflanzenschüssel. — Leipzig, 1846. — 592 p.
- Petermann, W.L. Deutschlands Flora. — Leipzig, 1846—1849. — 668 p.

## Роды растений, названные в честь В. Л. Петермана
- Petermannia Rchb., 1841, nom. superfl. [≡ Cycloloma Moq., 1840, nom. nov.]
- Petermannia Klotzsch, 1854, nom. illeg. [= Begonia L., 1753]